# Astroblepus
Astroblepus је род рибе из породице  Astroblepidae, која настањује Јужну Америку и Панаму. Ова врста је уједно једина која припада породици  Astroblepidae. Ова риба углавном настањује бујична подручја Анда и прилагођена је животу у подземним воденим системима. Ова врста врло је мала, просечно су краће од 10 цм, а највећи забележени примерци нарасли су до 30 цм. Такође, ова врста има ситне шиљате бодље на својој кожи. Неке од ових риба способне су да живе у водама на великим надморским висинама, у подручијима где има водопада. Посебну способност имају због добро развијених карличних пераја, а хране се гусеницама и чланковитим црвима.
Породица Astroblepidae обично се повезује са породицом  Loricariidae, али недавне студије показују да је она повезанија са породицом Scoloplacidae.

## Врсте
У овом роду постоји око 80 признатих врста и то:
- Astroblepus acostai Ardila Rodríguez, 2011 [8]
- Astroblepus ardiladuartei Ardila Rodríguez, 2015 [9]
- Astroblepus ardilai Ardila Rodríguez, 2012 [10]
- Astroblepus bellezaensis Ardila Rodríguez, 2015 [9]
- Astroblepus boulengeri (Regan, 1904)
- Astroblepus brachycephalus (Günther, 1859)
- Astroblepus cacharas Ardila Rodríguez, 2011 [11]
- Astroblepus cajamarcaensis Ardila Rodríguez, 2013 [12]
- Astroblepus caquetae Fowler, 1943
- Astroblepus chapmani (C. H. Eigenmann, 1912)
- Astroblepus chimborazoi (Fowler, 1915)
- Astroblepus chinchaoensis Ardila Rodríguez, 2014 [13]
- Astroblepus chotae (Regan, 1904)
- Astroblepus cirratus (Regan, 1912)
- Astroblepus curitiensis Ardila Rodríguez, 2015 [14]
- Astroblepus cyclopus (Humboldt, 1805)
- Astroblepus eigenmanni (Regan, 1904)
- Astroblepus festae (Boulenger, 1898)
- Astroblepus fissidens (Regan, 1904)
- Astroblepus floridablancaensis Ardila Rodríguez, 2016 [15]
- Astroblepus floridaensis Ardila Rodríguez, 2013 [12]
- Astroblepus formosus Fowler, 1945
- Astroblepus frenatus C. H. Eigenmann, 1918
- Astroblepus grixalvii Humboldt, 1805
- Astroblepus guentheri (Boulenger, 1887)
- Astroblepus heterodon (Regan, 1908)
- Astroblepus hidalgoi Ardila Rodríguez, 2013 [12]
- Astroblepus homodon (Regan, 1904)
- Astroblepus huallagaensis Ardila Rodríguez, 2013 [12]
- Astroblepus itae Ardila Rodríguez, 2011 [8]
- Astroblepus jimenezae Ardila Rodríguez, 2013 [16]
- Astroblepus jurubidae Fowler, 1944
- Astroblepus labialis N. E. Pearson, 1937
- Astroblepus latidens C. H. Eigenmann, 1918
- Astroblepus longiceps N. E. Pearson, 1924
- Astroblepus longifilis (Steindachner, 1882)
- Astroblepus mancoi C. H. Eigenmann, 1928
- Astroblepus mariae (Fowler, 1919)
- Astroblepus marmoratus (Regan, 1904)
- Astroblepus martinezi Ardila Rodríguez, 2013 [16]
- Astroblepus mendezi Ardila Rodríguez, 2014 [17]
- Astroblepus micrescens C. H. Eigenmann, 1918
- Astroblepus mindoensis (Regan, 1916)
- Astroblepus mojicai Ardila Rodríguez, 2015 [9]
- Astroblepus moyanensis Ardila Rodríguez, 2014 [13]
- Astroblepus nettoferreirai Ardila Rodríguez, 2015 [9]
- Astroblepus nicefori G. S. Myers, 1932
- Astroblepus onzagaensis Ardila Rodríguez, 2015 [14]
- Astroblepus orientalis (Boulenger, 1903)
- Astroblepus ortegai Ardila Rodríguez, 2012 [18]
- Astroblepus peruanus (Steindachner, 1876)
- Astroblepus phelpsi L. P. Schultz, 1944
- Astroblepus pholeter Collette, 1962
- Astroblepus pirrensis (Meek & Hildebrand, 1913)
- Astroblepus pradai Ardila Rodríguez, 2015 [14]
- Astroblepus praeliorum W. R. Allen, 1942
- Astroblepus prenadillus (Valenciennes, 1840)
- Astroblepus putumayoensis Ardila Rodríguez, 2015 [9]
- Astroblepus quispei Ardila Rodríguez, 2012 [18]
- Astroblepus regani (Pellegrin, 1909)
- Astroblepus rengifoi Dahl, 1960
- Astroblepus retropinnus (Regan, 1908)
- Astroblepus riberae Cardona & Guerao, 1994
- Astroblepus rosei C. H. Eigenmann, 1922
- Astroblepus sabalo (Valenciennes, 1840)
- Astroblepus santanderensis C. H. Eigenmann, 1918
- Astroblepus simonsii (Regan, 1904)
- Astroblepus stuebeli (Wandolleck, 1916)
- Astroblepus supramollis N. E. Pearson, 1937
- Astroblepus taczanowskii (Boulenger, 1890)
- Astroblepus tamboensis Ardila Rodríguez, 2014 [13]
- Astroblepus theresiae (Steindachner, 1907)
- Astroblepus trifasciatus (C. H. Eigenmann, 1912)
- Astroblepus ubidiai (Pellegrin, 1931)
- Astroblepus unifasciatus (C. H. Eigenmann, 1912)
- Astroblepus vaillanti (Regan, 1904)
- Astroblepus vanceae (C. H. Eigenmann, 1913)
- Astroblepus ventralis (C. H. Eigenmann, 1912)
- Astroblepus verai Ardila Rodríguez, 2015 [14]
- Astroblepus whymperi (Boulenger, 1890)